# Región de Trebinje
La Región de Trebinje es una de las siete regiones de la República Srpska, una de las dos entidades que componen Bosnia y Herzegovina. Su centro administrativo es la ciudad de Trebinje.
Comprende parte del Este de Herzegovina, y está situada en el sureste del país.

## Lista de Municipios
1. Berkovići
2. Bileća
3. Gacko
4. Istočni Mostar (fue conocido como Mostar Serbio)
5. Ljubinje
6. Nevesinje
7. Trebinje

- Datos: Q1371044